# Dewora
Dewora (hebr. דבורה; ang. Devora lub Dvora) – moszaw położony w Samorządzie Regionu Ha-Gilboa, w Dystrykcie Północnym, w Izraelu.

## Położenie
Moszaw Dewora jest położony na wysokości 68 metrów n.p.m. w południowej części intensywnie użytkowanej rolniczo Doliny Jezreel, na północy Izraela. Okoliczny teren jest płaski, opada jednak delikatnie w kierunku północnym. Po stronie zachodniej przepływa strumień Ta’anach, który na północy wpada do rzeki Kiszon. W odległości 6 km na wschód od moszawu wznoszą się zbocza Wzgórz Gilboa, a w odległości 4 km na południowym zachodzie wznoszą się wzgórza płaskowyżu Wyżyny Manassesa w rejonie Wadi Ara. W otoczeniu moszawu Dewora znajduje się miasto Afula, kibuc Merchawja, moszawy Merchawja, Awital, Addirim, Barak, Gadisz, wioski komunalne Merkaz Chewer, Merkaz Omen i Nir Jafe. W odległości 3 km na południowy zachód od moszawu przebiega mur bezpieczeństwa oddzielający terytorium Izraela od Autonomii Palestyńskiej. Po stronie palestyńskiej znajdują się wioski Zububa i Ti’innik.
Dewora jest położona w Samorządzie Regionu Ha-Gilboa, w Poddystrykcie Jezreel, w Dystrykcie Północnym Izraela.

## Historia

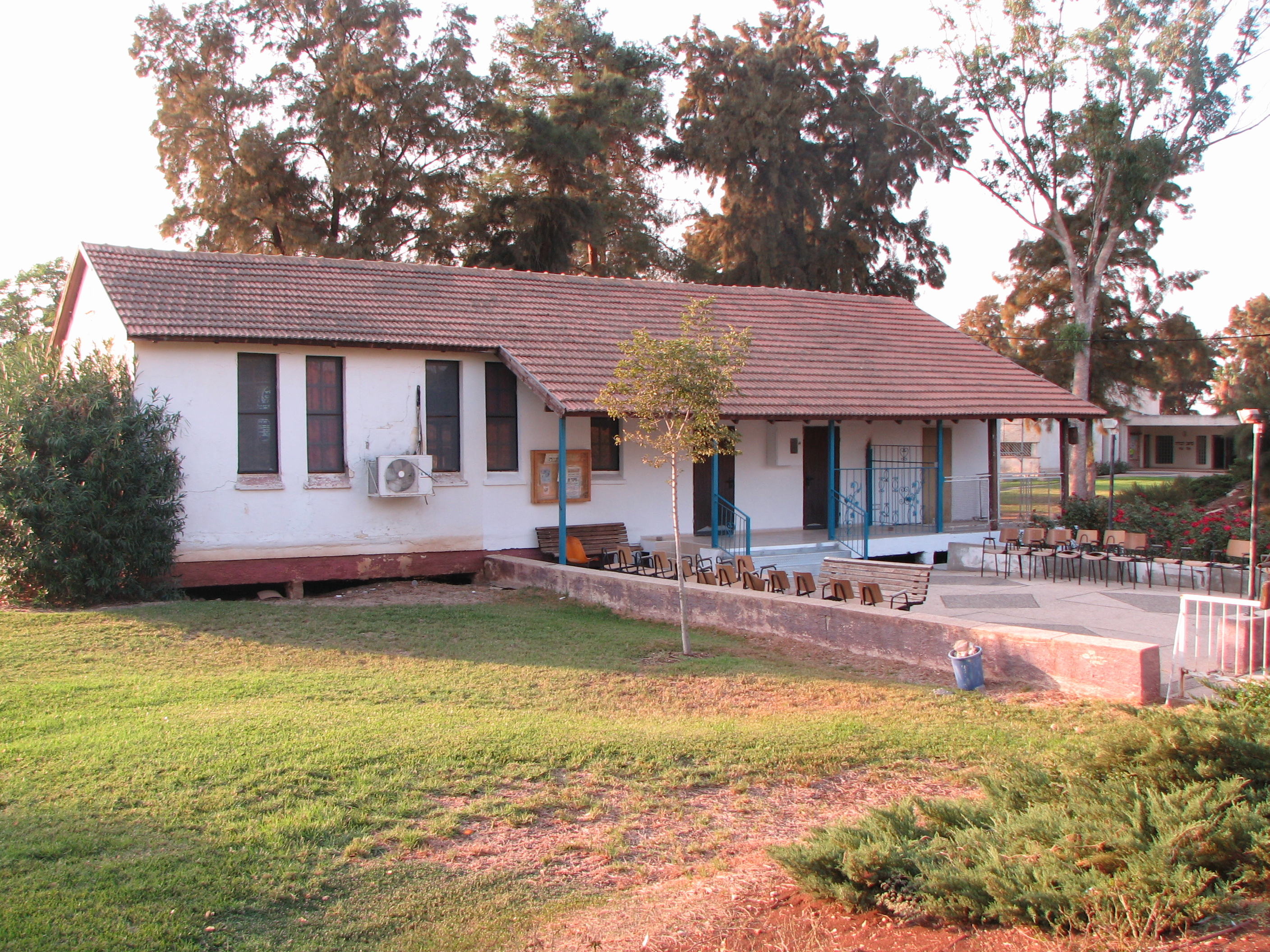
Synagoga w moszawie Dewora

W latach 50. XX wieku miała miejsce masowa emigracja ludności żydowskiej do Ziemi Izraela. Nagłe pojawienie się dużej liczby nowych imigrantów, zmusiło władze izraelskie do poszukiwania sposobu ich absorpcji. W ten sposób zrodziła się koncepcja utworzenia nowego obszaru osadnictwa w południowej części Doliny Jezreel. Cały projekt otrzymał wspólną nazwę Ta’anach, która to nazwa odnosiła się do całego regionu. Powstały tu trzy identyczne bloki osiedli, z których każdy posiadał centralną wioskę pełniącą wszystkie podstawowe funkcje dla sąsiednich osad rolniczych. W ten sposób w 1953 roku utworzono pierwszy blok nazwany Ta’anach Alef (moszawy Awital, Perazon i Metaw, oraz wioska centralna Merkaz Ja’el).
Na początku 1956 roku przystąpiono do tworzenia drugiego bloku osiedli Ta’anach Bet. W takich okolicznościach w lutym 1956 roku został założony moszaw Addirim. Następnie w sierpniu 1956 roku zostały założone moszawy Dewora i Barak. W moszawie Dewora zamieszkali imigranci z Maroka. Został on nazwany na cześć biblijnej prorokini Debory. Początkowo moszaw nie był samodzielny, gdyż jego mieszkańcom brakowało doświadczenia w pracy rolniczej. Z tego powodu Agencja Żydowska przeprowadziła szereg szkoleń i udzieliła osadzie szerokiego wsparcia. Dzięki temu mieszkańcy rozwinęli uprawy warzyw i tytoniu. W 1958 roku powstała centralna wioska bloku osiedli – Merkaz Chewer. Od jej nazwy czasami cały blok jest nazywany Chewer.

## Demografia
Większość mieszkańców moszawu jest Żydami:

## Gospodarka i infrastruktura
Gospodarka moszawu opiera się na intensywnym rolnictwie, sadownictwie i hodowli drobiu. W szklarniach hodowane są kwiaty. Część mieszkańców pracuje w pobliskich strefach przemysłowych. W moszawie jest sklep wielobranżowy i warsztat mechaniczny.

## Transport
Z moszawu wyjeżdża się na południe drogą nr 6724 prowadzącą do wioski Merkaz Chewer i dalej do drogi nr 675. W odległości 5 km na północny zachód od maszawu znajduje się port lotniczy Megiddo.

## Edukacja i kultura
Moszaw utrzymuje przedszkole. Starsze dzieci są dowożone do szkoły podstawowej do sąsiedniej wioski Merkaz Chewer. W moszawie jest ośrodek kultury z biblioteką, basen kąpielowy, sala sportowa z siłownią, oraz boisko do piłki nożnej.